# 小便 (切尔尼)

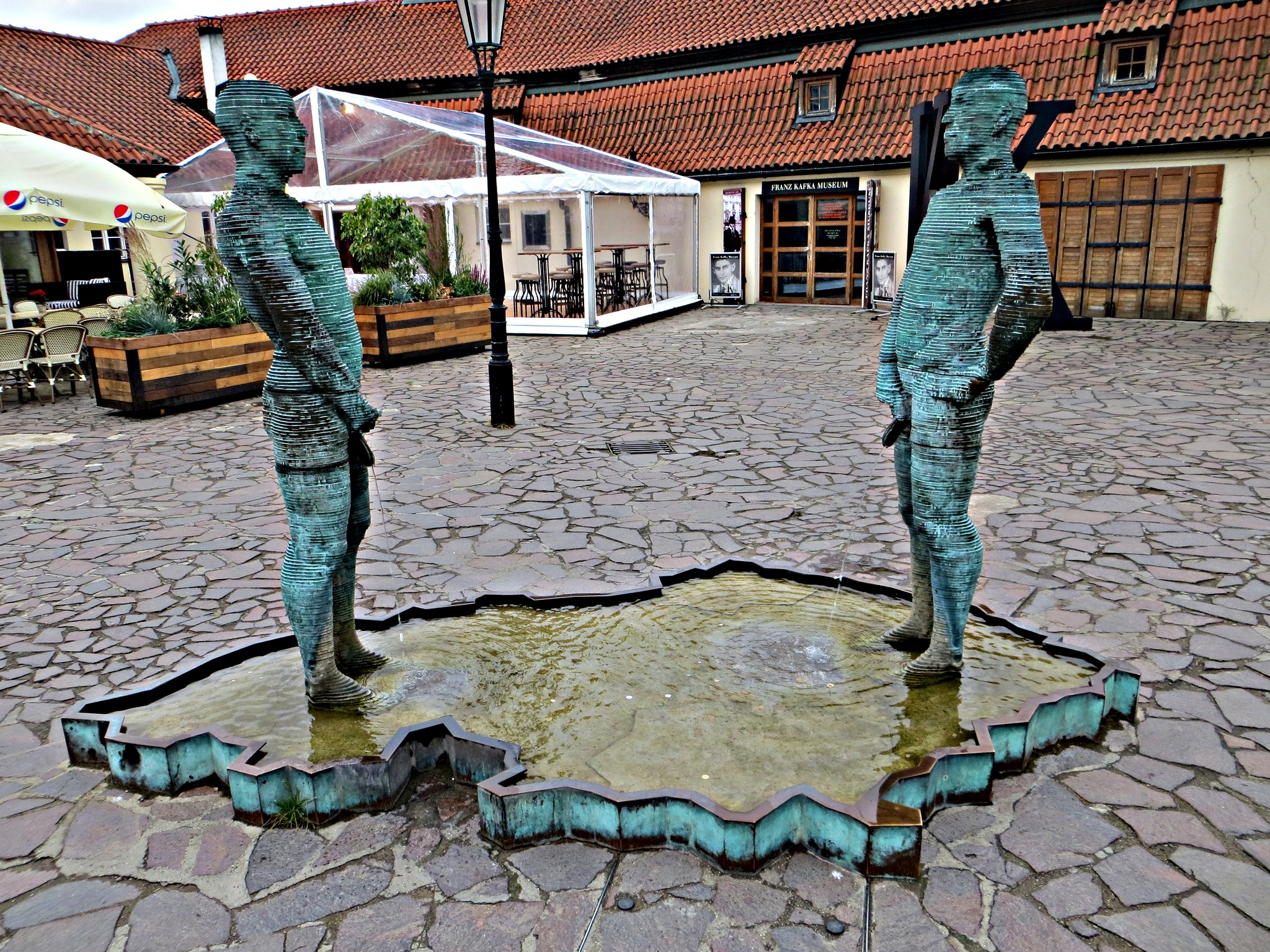

小便 （捷克語：Čůrající postavy；英语：Piss）是捷克艺术家大卫·切尔尼在2004年创作的户外雕塑和喷泉，位于捷克布拉格布拉格小城卡夫卡博物馆外。
喷泉的青铜底座设计成捷克共和国的形状。喷泉中站立着两个电动控制的男性青铜雕塑，彼此相对，高2.1米，正在小便。游客可以向其发送短信，指挥雕像会将短信内容写在水中。
《布拉格邮报》将该作品列为“布拉格十大最奇怪的雕像”之一，称其“既有争议又有趣”。